# Tatiana Štefanovičová
Tatiana Štefanovičová (10. března 1934 – 3. ledna 2021) byla slovenská archeoložka, historička a pedagožka. Zaměřovala se na slovanskou a středověkou archeologii, zejména architekturu a nejstarší dějiny Bratislavy. Patřila mezi přední slovenské archeology.
Studium na Filozofické fakultě Univerzity Komenského v Bratislavě absolvovala v roce 1958. V letech 1958–1962 pracovala v Muzeu města Bratislavy, v letech 1962–1964 v Archeologickém ústavu Slovenské akademie věd a v letech 1964–2004 na Filozofické fakultě UK (katedra archeologie). V letech 1958–1964 pracovala ve výzkumném kolektivu na Bratislavském hradě, přičemž ho také vedla. V roce 1959 spolu s vedoucím výzkumu Belem Pollem odkryli zbytky staveb datovaných do Velkomoravské doby.
V roce 2005 jí prezident Slovenska udělil státní vyznamenání Pribinův kříž II. třídy za významné zásluhy o kulturní rozvoj Slovenska. V roce 2009 kandidovala za Demokratickou stranu ve volbách do Evropského parlamentu.

## Dílo
- Bratislavský hrad, 1969 (spoluautorka)
- Bratislavský hrad v 9. až 12. storočí, 1975
- Osudy starých Slovanov, 1988
- Najstaršie dejiny Bratislavy, 1993
- Dóm sv. Martina v Bratislave, 2004